# Gaura brachycarpa
Gaura brachycarpa là một loài thực vật có hoa trong họ Anh thảo chiều. Loài này được Small mô tả khoa học đầu tiên năm 1903.